# Gemeinde Pesnica

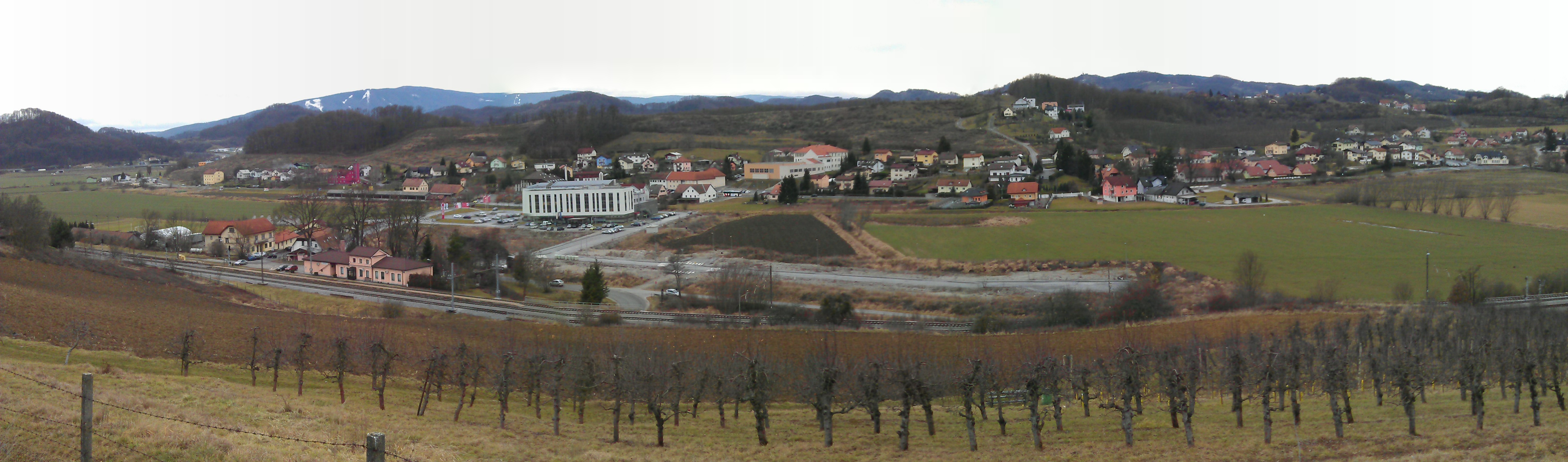
Panoramablick über den Hauptort Pesnica pri Mariboru von Osten. Links im Vordergrund ist der Bahnhof zu sehen.

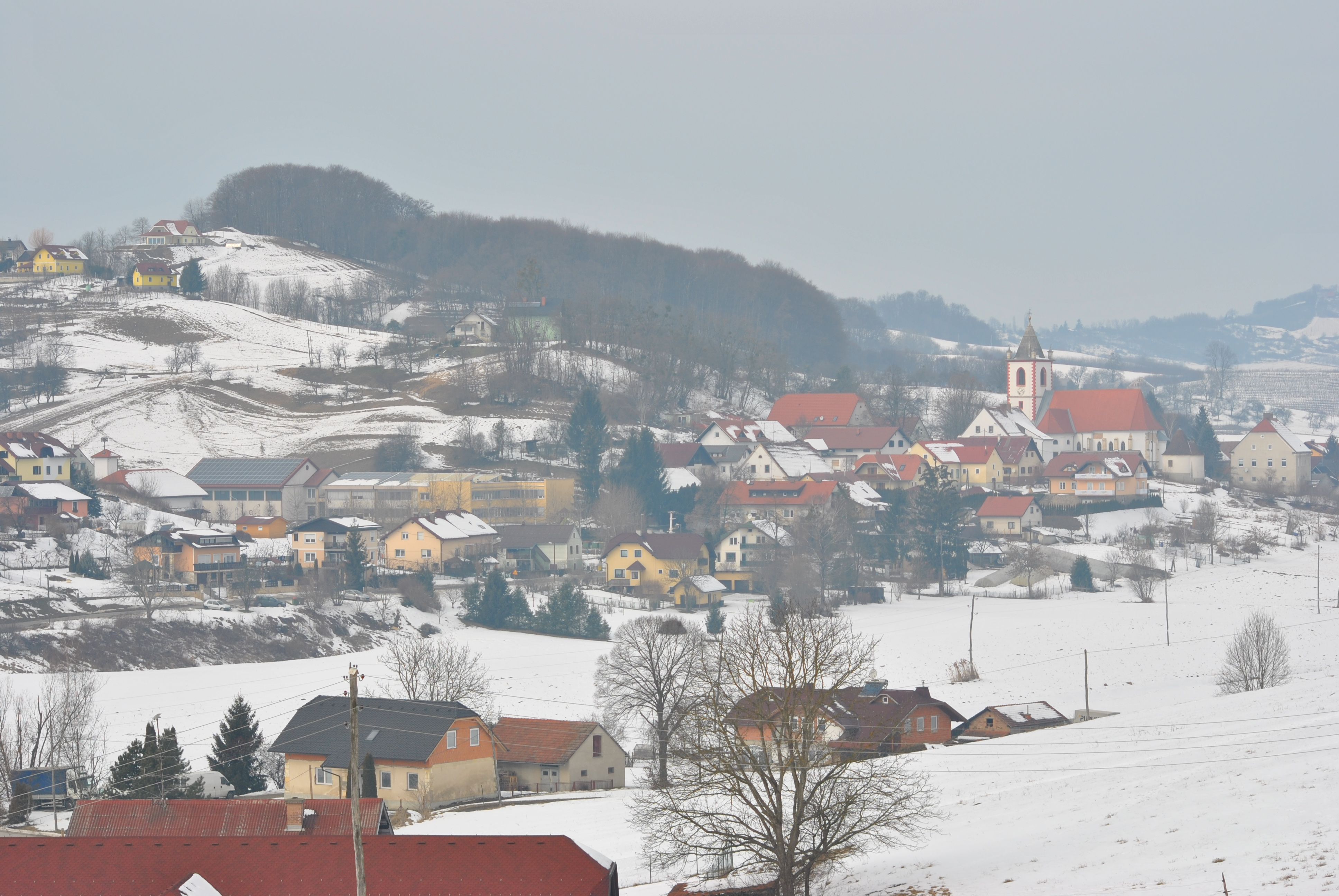
Blick über das Dorf Jareninski Dol.

Pesnica (deutsch: Pößnitzhofen) ist der Namen einer Gemeinde in der Region Štajerska in Slowenien. Hauptort und Verwaltungssitz ist die Ortschaft Pesnica pri Mariboru.

## Lage
Pesnica liegt etwa sechs Kilometer nördlich von Maribor nahe der Grenze zu Österreich in den Slovenske Gorice. Der Hauptort Pesnica pri Mariboru (Pößnitzhofen bei Marburg an der Drau) liegt auf 307 m. ü. A. am Fluss Pesnica (Pößnitzbach), welcher das Gemeindegebiet im Süden von West nach Ost durchfließt. Die Gegend ist geprägt durch sanfte Hügellandschaften und zahlreiche von Nord nach Süd ziehende Bachläufe.
Die wichtigsten Bäche und die daraus entstehenden Täler sind von West nach Ost der Dobrenjski potok (Dobrenggraben, hier verläuft die Autobahn A1), die Cirknica (Zirknitzbach, hier befindet sich der Hauptort), der Gačniški potok (Gatschniggbach), der Jareninski potok (Jahringbach), der Vukovski potok (Wolfsthalbach), der Jakobski potok (Jakobsthalbach) und die Globovnica (Gogonitzbach). Alle diese Bäche münden in die Pesnica.
Ein weiteres wichtiges Gewässer ist der Perniško jezero (See von Pernica), ein etwa 2 km² großer künstlicher See, der von Pesnica, Jareninski potok und Vukovski potok gespeist wird.
Der seit dem 19. Jahrhundert rückläufige Anteil deutscher Bevölkerung belief sich laut der Volkszählung von 1910 bei 22,9 %.

## Ortschaften
Die Gemeinde umfasst 30 Ortschaften. Die deutschen Ortsnamen in den Klammern sind historisch gewachsen, werden aber heute nicht mehr verwendet.
- Dolnja Počehova
- Dragučova (Tragutsch)
- Drankovec
- Flekušek (Flekuscheg)
- Gačnik (Gatschnigg)
- Jareninski Dol (Jahringthal)
- Jareninski Vrh (Jahringberg)
- Jelenče (Jellentschen)
- Kušernik (Kuschernigg)
- Ložane (Lassach)
- Mali Dol (Kleinthal)
- Pernica (Pernitzen)
- Pesnica pri Mariboru (Pößnitzhofen)
- Pesniški Dvor
- Počenik (Patschenberg)
- Polička vas (Pöllitschdorf)
- Polički Vrh (Pöllitschberg)
- Ranca (Ranzenberg)
- Ročica (Rothschützen)
- Slatenik (Slatinegg)
- Spodnje Dobrenje (Dobreng)
- Spodnje Hlapje (Unterklappenberg)
- Spodnji Jakobski Dol (Unterjakobsthal)
- Vajgen (Waigen)
- Vosek (Wachsenberg)
- Vukovje (Willkomberg)
- Vukovski Dol (Wolfsthal)
- Vukovski Vrh (Wolfsberg)
- Zgornje Hlapje (Oberklappenberg)
- Zgornji Jakobski Dol (Oberjakobsthal)

## Nachbargemeinden
|         | Šentilj                                     |             |
| Kungota | Kompassrose, die auf Nachbargemeinden zeigt | Sveti Jurij |
|         | Maribor                                     | Lenart      |

## Sehenswürdigkeiten

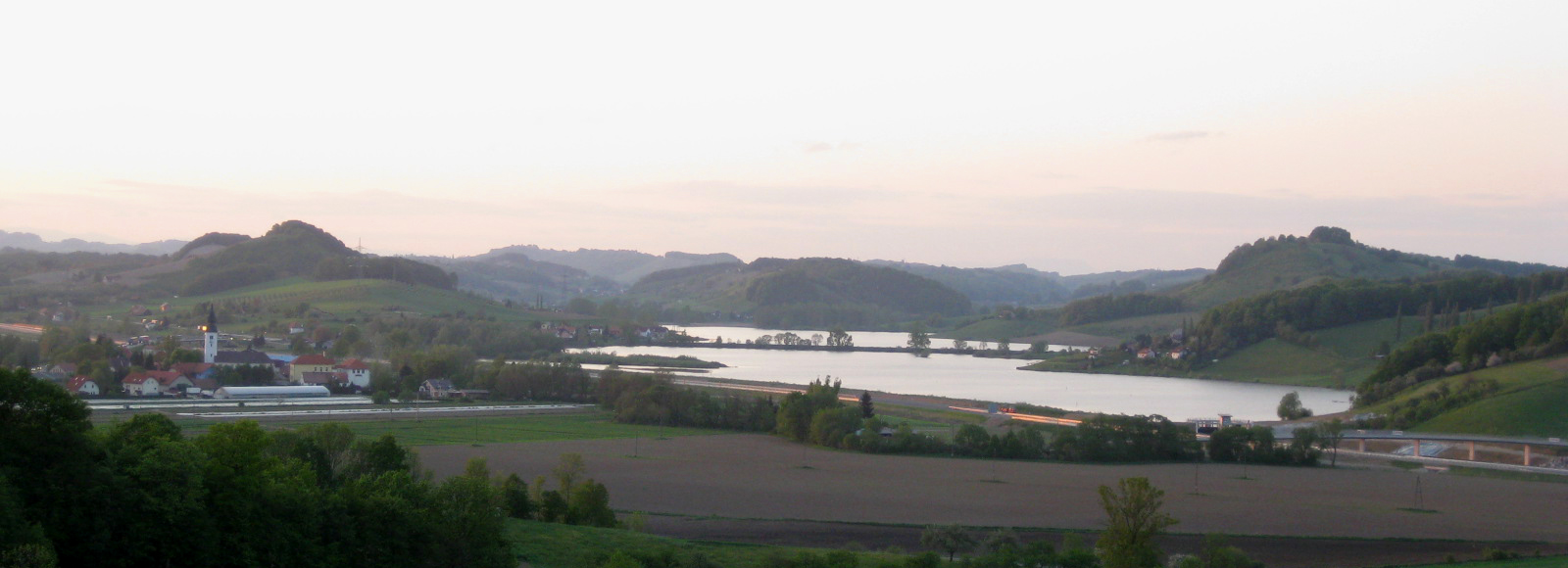
Dorf Pernica mit dem See von Pernica

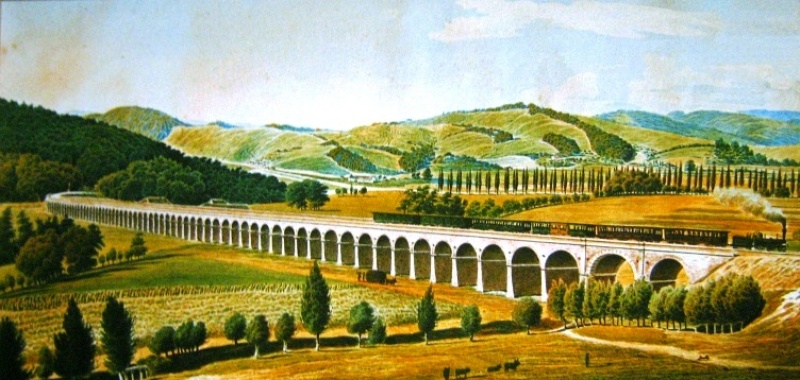
Viadukt von Pesnica (heute ein Damm), Aquarellmalerei von Ferdinand Jungblut

Die Gegend um Pesnica ist ein bekanntes Weingebiet und der Perniško jezero (Pößnitzhofner See) ist ein beliebtes Naturgebiet.
Das Viadukt von Pesnica liegt an der Bahnstrecke Spielfeld-Straß – Triest.

## Verkehr
Am westlichen Gemeinderand verläuft die Autobahn A1, über die Anschlussstelle „Maribor-sever“ (Maribor Nord) besteht ein Anschluss an sie und damit auch an die Schnellstraße H2, die das Stadtgebiet von Maribor durchläuft. Knapp 1 km östlich dieser Ausfahrt befindet sich der Autobahnknoten Dragučova, der die A1 mit der A5 verbindet, welchen die Gemeinde an ihrem südlichen Rand durchläuft. Hier besteht ein Anschluss in Pernica.
Bereits seit 1843 war der Ort durch die Bahnstrecke Wien - Triest verkehrlich  erschlossen. Die Strecke verläuft durch Pesnica, direkt im Hauptort gibt es einen Regionalbahnhof. Der nächste Intercity-Bahnhof befindet sich in Maribor.